# Karolinówka (Białoruś)
Karolinówka (biał. Караліна, Karalina; ros. Каролина, Karolina) – wieś na Białorusi, w obwodzie mińskim, w rejonie nieświeskim, w sielsowiecie Nieśwież, nad Uszą, w pobliżu parku Zamku w Nieświeżu.
W miejscowości znajduje się skrzyżowanie drogi republikańskiej R91 z obwodnicą Nieświeża.

## Historia
W dwudziestoleciu międzywojennym folwark leżący w Polsce, w województwie nowogródzkim, w powiecie nieświeskim, w gminie Łań. W 1921 miejscowość liczyła 13 mieszkańców, zamieszkałych w 2 budynkach, w tym 9 Białorusinów i 4 Polaków. 12 mieszkańców było wyznania prawosławnego i 1 rzymskokatolickiego.
Po II wojnie światowej w granicach Związku Sowieckiego. Od 1991 w niepodległej Białorusi.